# Тимирязевка (Николаевская область)
Тимиря́зевка (укр. Тімірязєвка) — посёлок в Вознесенском районе Николаевской области Украины.
Основано в 1950 году. Население по переписи 2001 года составляло 714 человек. Почтовый индекс — 56575. Телефонный код — 5134. Занимает площадь 1,13 км².
В 1946 году указом ПВС УССР посёлок центральной усадьбы зерносовхоза имени Будённого переименован в Будёновку.
До революции принадлежало немецкому помещику Окснеру, чья усадьба сохранилась до сих пор (правда в плачевном состоянии). После революции носило название Будёновка (Будёновское) в честь маршала Будённого С. М. В селе размещался крупный по тем временам конезавод.
Своё нынешнее название село получило в честь академика Тимирязева К. А.

## Местный совет
56575, Николаевская обл., Вознесенский р-н, п. Тимирязевка, ул. Мира, 16; тел. 99-2-18.